# Przatów Dolny
Przatów Dolny [pronunciación en polaco: /ˈpʂatuf ˈdɔlnɨ/] es un pueblo en el distrito administrativo de Gmina Szadek, dentro del Distrito de Zduńska Wola, Voivodato de Łódź, en el centro de Polonia. Se encuentra aproximadamente 3 kilómetros al sudeste de Szadek, 10 km al norte de Zduńska Wola, y 34 kilómetros al oeste de la capital regional, Łódź.
El pueblo tiene una población de 150 habitantes.